# أندرو بون
أندرو بون هو سياسي أمريكي، ولد في 1638 في سالم في الولايات المتحدة، وتوفي في 1708 في مقاطعة مونموث في الولايات المتحدة. انتخب Governor of West Jersey ‏ (1699 – 1699).